# Gmina Kanjiža
Gmina Kanjiža (serb. Opština Kanjiža / Општина Кањижа) – gmina w Serbii, w Wojwodinie, w okręgu północnobanackim. W 2018 roku liczyła 23 783 mieszkańców.